# Parahepomidion granulatum
Parahepomidion granulatum är en skalbaggsart som först beskrevs av Aurivillius 1908.  Parahepomidion granulatum ingår i släktet Parahepomidion och familjen långhorningar. Inga underarter finns listade i Catalogue of Life.